# Bernard Henner (senior)
Bernard (Baruch) Henner (ur. 15 sierpnia 1842 w Wielkich Oczach lub 1843 w Przemyślu, zm. 2 lutego 1926 w Przemyślu) – fotograf, właściciel zakładów fotograficznych w Przemyślu. 
Zawodu uczył się od Louisa Lumière’a podczas jednego z kilku swoich pobytów we Francji. 
Właściciel dwóch dobrze prosperujących zakładów fotograficznych. Pierwszy z nich, mieszczący się w pobliżu budynku sądu, przy obecnym Placu Dominikańskim, został założony w 1864 r. Była to wolnostojąca altana z częściowo oszklonym dachem, mieszcząca atelier, poprzedzającą ją część wejściową i pracownię. Przez pewien czas zakład ten funkcjonował równocześnie z drugim,  znajdującym się we wzniesionej w 1899 r. kamienicy przy ul. Mickiewicza 6. Po śmierci zakład oficjalnie prowadziła jego córka, Augusta Mannheim, ale praktycznie zarządzał nim Adam Wysocki. On też kupił wyposażenie studia po  jej śmierci w 1930 r., a od jego spadkobierców nabyło je Muzeum Narodowe Ziemi Przemyskiej w Przemyślu.
Bernard Henner otrzymał medale na wystawach: światowej w Wiedniu (1873), artystycznej w Londynie (1874), Krajowej Rolniczo-Przemysłowej we Lwowie (1877) i Rolniczo-Przemysłowej (1882).
Był radnym Przemyśla w latach 1885-1891.
Jego żoną była Mina (Mincia) Fuchsbalg (zm. 1913), mieli kilkoro dzieci, z których dwoje również zajmowało się fotografią: Jakób (Jeremiasz) i Bernard (Berl). Uczyli się oni fotografii w atelier ojca. Bernard senior wyznawcą judaizmu (Bernard junior i jego dzieci przeszli na katolicyzm). Pochowany na Cmentarzu Żydowskim w Przemyślu; jego grób nie zachował się do dzisiaj.